# X Games
X Games er en årlig tilbagevendende kommerciel sportsbegivenhed, der arrangeres af den amerikanske tv-station ESPN, som fokuserer på ekstremsport. De første X Games blev afholdt i sommeren 1995 i Newport, Rhode Island, USA.
X Games er i USA delt op i to årlige begivenheder, kendt som vinter-X Games og sommer-X Games. Vinter-X Games bliver afholdt i Aspen, Colorado og sådan har det været i over 20 år. Sommer-X Games blev i en årrække afholdt i Los Angeles, men har siden skiftet destination til Austin, Minneapolis og Sydcalifornien.
Der afholdes også en X Games begivenhed i Asien.
I 2007 og 2008 blev der også afholdt X Games i Mexico City.
I 2013 blev X Games udvidet til Europa og Sydamerika, således blev der dette år blev afholdt X Games syv forskellige steder i verden. Vinter-X Games 2013 blev afholdt i Aspen og i Tignes. Sommer-X Games 2013 blev afholdt i Shanghai, Foz do Iguaçu, Barcelona, München og Los Angeles.
Der har desuden været afholdt flere X Games-events i Norge (første norske X Games var X Games Oslo 2016) og et enkelt i Sydney. I 2022 blev X Games for første gang afholdt i Japan.
Disciplinerne, der konkurreres i, kan ændre sig fra år til år i både sommer-X Games og vinter-X Games.

## Begivenheder
| År   | Sommer                 | Vinter                      | Vinter                      | Asien        | Asien             | Mellemamerika | Europa        | Europa        | Europa        | Sydamerika    | Oceanien |
| ---- | ---------------------- | --------------------------- | --------------------------- | ------------ | ----------------- | ------------- | ------------- | ------------- | ------------- | ------------- | -------- |
| 1995 | Newport (Rhode Island) |                             |                             |              |                   |               |               |               |               |               |          |
| 1996 | Newport                |                             |                             |              |                   |               |               |               |               |               |          |
| 1997 | San Diego              | Big Bear Lake (Californien) | Big Bear Lake (Californien) |              |                   |               |               |               |               |               |          |
| 1998 | San Diego              | Crested Butte (Colorado)    | Crested Butte (Colorado)    | Phuket       | Phuket            |               |               |               |               |               |          |
| 1999 | San Francisco          | Crested Butte               | Crested Butte               | Phuket       | Phuket            |               |               |               |               |               |          |
| 2000 | San Francisco          | Mount Snow (Vermont)        | Mount Snow (Vermont)        | Phuket       | Phuket            |               |               |               |               |               |          |
| 2001 | Philadelphia           | Mount Snow                  | Mount Snow                  | Phuket       | Phuket            |               |               |               |               |               |          |
| 2002 | Philadelphia           | Aspen                       | Aspen                       | Kuala Lumpur | Kuala Lumpur      |               |               |               |               |               |          |
| 2003 | Los Angeles            | Aspen                       | Aspen                       | Kuala Lumpur | Kuala Lumpur      |               |               |               |               |               |          |
| 2004 | Los Angeles            | Aspen                       | Aspen                       | Kuala Lumpur | Kuala Lumpur      |               |               |               |               |               |          |
| 2005 | Los Angeles            | Aspen                       | Aspen                       | Seoul        | Dubai             |               |               |               |               |               |          |
| 2006 | Los Angeles            | Aspen                       | Aspen                       | Kuala Lumpur | Dubai             |               |               |               |               |               |          |
| 2007 | Los Angeles            | Aspen                       | Aspen                       | Shanghai     | Dubai             | Mexico City   |               |               |               |               |          |
| 2008 | Los Angeles            | Aspen                       | Aspen                       | Shanghai     | Shanghai          | Mexico City   |               |               |               |               |          |
| 2009 | Los Angeles            | Aspen                       | Aspen                       | Shanghai     | Shanghai          |               |               |               |               |               |          |
| 2010 | Los Angeles            | Aspen                       | Aspen                       | Shanghai     | Shanghai          |               | Tignes        | Tignes        | Tignes        |               |          |
| 2011 | Los Angeles            | Aspen                       | Aspen                       | Shanghai     | Shanghai          |               | Tignes        | Tignes        | Tignes        |               |          |
| 2012 | Los Angeles            | Aspen                       | Aspen                       | Shanghai     | Shanghai          |               | Tignes        | Tignes        | Tignes        |               |          |
| 2013 | Los Angeles            | Aspen                       | Aspen                       | Shanghai     | Shanghai          |               | Tignes        | Barcelona     | München       | Foz do Iguaçu |          |
| 2014 | Austin                 | Aspen                       | Aspen                       | Shanghai     | Shanghai          |               |               |               |               |               |          |
| 2015 | Austin                 | Aspen                       | Aspen                       | Shanghai     | Shanghai          |               |               |               |               |               |          |
| 2016 | Austin                 | Aspen                       | Aspen                       |              |                   |               | Oslo          | Oslo          | Oslo          |               |          |
| 2017 | Minneapolis            | Aspen                       | Aspen                       |              |                   |               | Hafjell       | Hafjell       | Hafjell       |               |          |
| 2018 | Minneapolis            | Aspen                       | Aspen                       |              |                   |               | Oslo          | Oslo          | Oslo          |               | Sydney   |
| 2019 | Minneapolis            | Aspen                       | Aspen                       | Shanghai     | Shanghai          |               | Oslo          | Oslo          | Oslo          |               |          |
| 2020 | Minneapolis*           | Aspen                       | Calgary**                   | Shanghai*    | Chongli (vinter)* |               | Hafjell       | Hafjell       | Hafjell       |               |          |
| 2021 | Sydcalifornien         | Aspen                       | Calgary**                   |              |                   |               | Lillehammer*  | Lillehammer*  | Lillehammer*  |               |          |
| 2022 | Sydcalifornien         | Aspen                       | Calgary**                   | Chiba        | Chiba             |               | Lillehammer*  | Lillehammer*  | Lillehammer*  |               |          |
| 2023 | Californien            | Aspen                       | Aspen                       | Chiba        | Chiba             |               | Lillehammer** | Lillehammer** | Lillehammer** |               |          |
| 2024 | Ventura                | Aspen                       | Aspen                       |              |                   |               |               |               |               |               |          |
| 2025 | Sacramento             | Aspen                       | Aspen                       |              |                   |               |               |               |               |               |          |

*Udskudt/aflyst pga. coronaviruspandemi
**Aflyst pga. manglende finansiering
|  |  |  |

## Discipliner
| Moto - Motocross speed & style - Motocross best whip - Motocross freestyle - Motocross endurocross - Motocross step up - Motocross adaptive Car racing - Rallycross Skateboarding - Skateboard Vert - Skateboard Park - Skateboard Street - Skateboard MegaPark - Skateboard Vert Best Trick - Skateboard Street Best Trick - Real Street - Real Street Best Trick BMX og MTB - BMX freestyle dirt - BMX freestyle park - BMX freestyle street - BMX best trick - Real BMX - Real MTB E-Sport - Call of Duty: Ghosts - Call of Duty: Advanced Warfare - Halo 5: Guardians - Rocket League | Skiing - Ski Big Air - Ski Slopestyle - Ski Superpipe - Ski Knuckle Huck - Real Ski Snowboarding - Snowboard Big Air - Snowboard Slopestyle - Snowboard Superpipe - Snowboard Knuckle Huck - Real Snow Snowmobile - Snowmobile freestyle - Snowmobile speed & style - Snocross - Long Jump | Skating - Vert skating - Vert skating triples - Street skating - Park skating - Inline speed skating BMX - BMX freestyle flatland - BMX downhill - BMX vert doubles - BMX freestyle vert - BMX freestyle big air Skateboarding - Skateboard big air rail - Downhill skateboarding - Skateboard vert doubles - Women's skateboard vert - Skateboard big air - Skateboard best skateboarding trick - Skateboard game of SK8 Andre - Climbing - Street luge - X-venture race - Surfing | - SupercrossMotocross supercross - Wakeboarding - Skysurfing - Bungee jumping - Super motorcross - Barefoot waterski jumping - Motocross best trick - Inline best trick - Mountain Bike - Real Wake - Real Surf - Real Women - Real Moto Vinter - Super modified snow shovel racing - Winter freestyle motocross best trick - Snow mountain bike racing - Skiboarding - Ice climbing - Ultracross - Snowskating - Snowboard Street - Snowboard Rail Jam - Snowmobile best trick - Real Snow Backcountry - Real Ski Backcountry - Real Mountain |

## X Games Real Series
Real er X Games' videokategori, hvor udvalgte deltagere sammen med en kameramand filmer og redigerer en kort film med tricks (længden er typisk mellem ét og to minutter). Der er som regel mellem seks og ni deltagere. Deltagerne bliver vurderet af et dommerpanel, der uddeler guld, sølv og bronze. Derudover kan offentligheden stemme på deres yndlingsvideo – den med flest stemmer bliver kåret til Fan Favorite. Dommerne vurderer videoerne ud fra fem kriterier, som vejer lige tungt: kreativ udnyttelse af terræn, teknisk sværhedsgrad, "amplitude", produktionskvalitet og helhedsindtryk.
Real Series startede i 2010 med Real Street, som er skateboard-kategorien, og siden er der blevet tilføjet Real Ski, Real Snow (snowboard), Real BMX og mange flere.
I 2013 fik vinderen af Real Series 50.000 USD og Fan Favorite fik 10.000 USD.

### Resultater
2010
|             | Guld          | Sølv           | Bronze    | Fan Favorite  |
| ----------- | ------------- | -------------- | --------- | ------------- |
| Real Street | Nick Trapasso | Tommy Sandoval | Tony Tave | Zered Bassett |

2011
|             | Guld              | Sølv                | Bronze      | Fan Favorite     |
| ----------- | ----------------- | ------------------- | ----------- | ---------------- |
| Real Snow   | Dan Brisse        | Louis-Felix Paradis | Nic Sauvé   | Nic Sauvé        |
| Real Street | Silas Baxter-Neal | Ryan Decenzo        | Daewon Song | Brandon Westgate |

2012
|                       | Guld           | Sølv                | Bronze          | Fan Favorite        |
| --------------------- | -------------- | ------------------- | --------------- | ------------------- |
| Real Snow             | Dan Brisse     | Louis-Felix Paradis | Pat Moore       | Louis-Felix Paradis |
| Real Snow Backcountry | Nicolas Müller | Gigi Rüf            | Jussi Oksanen   | Jussi Oksanen       |
| Real Street           | Nyjah Huston   | Aaron Homoki        | Taylor Bingaman | Collin Provost      |

2013
|                       | Guld                | Sølv           | Bronze        | Fan Favorite     |
| --------------------- | ------------------- | -------------- | ------------- | ---------------- |
| Real Ski Backcountry  | Sammy Carlson       | Sean Pettit    | Parker White  | Wiley Miller     |
| Real Snow             | Louis-Felix Paradis | Dan Brisse     | Bode Morrill  | Frank April      |
| Real Snow Backcountry | Mikey Rencz         | Pat Moore      | Jussi Oksanen | Pat Moore        |
| Real Street           | Guy Mariano         | David Gravette | PJ Ladd       | David Gravette   |
| Real Women            | Leticia Bufoni      | Jess Kimura    | Hana Beaman   | Ingrid Backstrom |
| Real Surf             | Jordy Smith         | Chippa Wilson  | Dion Agius    | Gabriel Medina   |

2014
|                       | Guld          | Sølv        | Bronze          | Fan Favorite                 |
| --------------------- | ------------- | ----------- | --------------- | ---------------------------- |
| Real Ski Backcountry  | Sammy Carlson | Dane Tudor  | Joe Schuster    | Joe Schuster                 |
| Real Snow             | Bode Merrill  | Dan Brisse  | Dylan Thompson  | aflyst pga. "vote tampering" |
| Real Snow Backcountry | Pat Moore     | ikke uddelt | ikke uddelt     | ikke uddelt                  |
| Real Street           | Clint Walker  | Wes Kremer  | Forrest Edwards | Mikey Taylor                 |

2015
|                       | Guld            | Sølv            | Bronze        | Fan Favorite      |
| --------------------- | --------------- | --------------- | ------------- | ----------------- |
| Real Ski Backcountry  | Sammy Carlson   | Parker White    | Sean Pettit   | Sammy Carlson     |
| Real Snow             | Chris Grenier   | Dylan Thompson  | Jeremy Jones  | Sébastien Toutant |
| Real Snow Backcountry | John Jackson    | Kazu Kokubo     | Gigi Ruf      | Kazu Kokubo       |
| Real Street           | Mike Mo Capaldi |                 |               | Mike Vallely      |
| Real Moto             | Ronnie Renner   | Jeremy Stenberg | Drake McElroy | Jeremy Stenberg   |

2016
|                       | Guld                | Sølv            | Bronze           | Fan Favorite    |
| --------------------- | ------------------- | --------------- | ---------------- | --------------- |
| Real Ski              | Will Wesson         | JF Houle        | Clayton Vila     | Tom Wallisch    |
| Real Snow             | Dylan Thompson      | Frank Bourgeois | Anto Chamberland | Frank Bourgeois |
| Real Snow Backcountry | Bode Merrill        | John Jackson    | Eric Jackson     | Scotty Lago     |
| Real Street           | Chris Joslin        | Torey Pudwill   | Zack Wallin      | Daewon Song     |
| Real Wake             | Brenton Priestley   | Dominik Hernler | Chris Abadie     | Chris Abadie    |
| Real Moto             | Steven Haughelstine | Kris Foster     | Ronnie Renner    | Axell Hodges    |
| Real BMX              | Garrett Reynolds    | Colt Fake       | Dennis Enarson   | Colt Fake       |

2017
|               | Guld                         | Sølv             | Bronze            | Fan Favorite                 |
| ------------- | ---------------------------- | ---------------- | ----------------- | ---------------------------- |
| Real Ski      | Magnus Graner                | Henrik Harlaut   | LJ Strenio        | LJ Strenio                   |
| Real Snow     | Frank Bourgeois              | Anto Chamberland | Jesse Paul        | Frank Bourgeois              |
| Real Mountain | Jackson Hole Mountain Resort | ikke uddelt      | ikke uddelt       | Jackson Hole Mountain Resort |
| Real Wake     | Felix Georgii                | Aaron Rathy      | Brenton Priestley | Alex Graydon                 |
| Real Moto     | Kris Foster                  | Axell Hodges     | Tyler Bereman     | Axell Hodges                 |
| Real BMX      | Nathan Williams              | Chad Kerley      | DeMarcus Paul     | Colt Fake                    |

2018
|             | Guld            | Sølv           | Bronze          | Fan Favorite    |
| ----------- | --------------- | -------------- | --------------- | --------------- |
| Real Ski    | Phil Casabon    | Antti Ollila   | Keegan Kilbride | Phil Casabon    |
| Real Snow   | Frank Bourgeois | Benny Urban    | Ozzy Henning    | Frank Bourgeois |
| Real Street | Cole Wilson     | Chris Cole     | Chris Joslin    | Chris Cole      |
| Real Wake   | Guenther Oka    | Felix Georgii  | Tyler Higham    | Felix Georgii   |
| Real Moto   | Axell Hodges    | Kris Foster    | Colby Raha      | Axell Hodges    |
| Real BMX    | Corey Martinez  | Colin Varanyak | Brad Simms      | Brad Simms      |

2019
|             | Guld            | Sølv                  | Bronze                 | Fan Favorite     |
| ----------- | --------------- | --------------------- | ---------------------- | ---------------- |
| Real Ski    | Phil Casabon    | Pär "Peyben" Hägglund | Alex Beaulieu-Marchand | Jake Mageau      |
| Real Snow   | Frank Bourgeois | Anto Chamberland      | Craig McMorris         | Frank Bourgeois  |
| Real Street | Chase Webb      | Chris Joslin          | Jamie Foy              | Chris Joslin     |
| Real Moto   | Colby Raha      | Kris Foster           | Ricky Carmichael       | Ricky Carmichael |
| Real BMX    | Jordan Hango    | Simone Barraco        | Brad Simms             | Simone Barraco   |

2020
|                        | Guld             | Sølv            | Bronze           | Fan Favorite     |
| ---------------------- | ---------------- | --------------- | ---------------- | ---------------- |
| Real Ski               | Jake Mageau      | Émile Bergeron  | Alex Hackel      | Alex Hackel      |
| Real Snow              | Rene Rinnekangas | Zak Hale        | Jesse Augustinus | Rene Rinnekangas |
| Real Street            | Chase Webb       | Clive Dixon     | Franky Villani   | Clive Dixon      |
| Real Street Best Trick | Nyjah Huston     | Alex Midler     | Clive Dixon      | ikke uddelt      |
| Real Moto              | Colby Raha       | Josh Hill       | Jackson Strong   | Jackson Strong   |
| Real BMX               | Garrett Reynolds | Nathan Williams | Erik Elstran     | Julian Molina    |

2021
|             | Guld              | Sølv            | Bronze         | Fan Favorite    |
| ----------- | ----------------- | --------------- | -------------- | --------------- |
| Real Ski    | Alex Hall         | Alex Hackel     | Tanner Hall    | Alex Hall       |
| Real Snow   | Sage Kotsenburg   | Kevin Backstrom | Ståle Sandbech | Ståle Sandbech  |
| Real Street | Milton Martinez   | Matt Berger     | Frankie Spears | Milton Martinez |
| Real MTB    | Brandon Semenuk   | Brage Vestavik  | Cam Zink       | Brage Vestavik  |
| Real BMX    | Felix Prangenberg | Broc Raiford    | Chad Kerley    | Julian Molina   |